# Ariodante Marianni
Ariodante Marianni (Napoli, 16 febbraio 1922 – Borgomanero, 26 marzo 2007) è stato un poeta, traduttore e pittore italiano.

## Biografia
Nacque a Napoli da padre di origine montefeltrina e da madre romana. La famiglia si era trasferita nel capoluogo campano per motivi di lavoro del capofamiglia, che morì improvvisamente lasciando la moglie e tre figli in tenerissima età: Ariodante, il primogenito, aveva solo sette anni. La madre trasferì la famiglia a Roma, dove visse in ristrettezze economiche. Ariodante, tuttavia, riuscì a completare con successo gli studi, conseguendo la laurea in economia. Nella prima giovinezza studiò anche recitazione e pittura. Operò principalmente fra Roma e Bracciano, ma, negli ultimi anni di vita, si trasferì in Piemonte.
I suoi versi, usciti dapprima in riviste e brevi plaquettes, sono raccolti nei volumi Stato d'allerta (poesie 1948-1962), finalista al Premio Viareggio 2002,  e Una strana gioia (poesie 1982-2002), con prefazioni di Mario Lunetta e Alfredo Giuliani, finalista al  Premio Pasolini 2004. Nel 2008 è uscita la raccolta di poesie postume, chiusa dall'autore proprio il giorno prima della morte, giunta improvvisamente, Un amore senile e altre spezie, con nota di Alfredo Luzi. Apprezzata, è stata la sua attività di traduttore di poeti moderni inglesi e americani come Dylan Thomas, Wystan Hugh Auden, Williams Emily Dickinson, nonché l'intera opera poetica di W.B. Yeats; per la quale ultima è stato insignito del Premio Monselice per la traduzione poetica.
Come pittore ha esposto, con lo pseudonimo di Ario, in mostre personali e  collettive in varie città italiane (Roma, Firenze, Livorno, Milano, Bologna, Bari, Borgomanero, Brescia, Belgirate, Omegna, Verbania) ed è presente in varie collezioni private in Italia e all'estero. La sua attività in questo campo, durata oltre un ventennio, è ora ampiamente documentata dal volume Pagina Picta. Il caso l'allegoria e la volontà nella pittura di Ariodante Marianni a cura di Eleonora Bellini (Comignago, 2005).
È stato redattore della rivista di critica e letteratura Marsia, pubblicata a Roma negli anni 1957 - 1959. Marianni è stato segretario di Giuseppe Ungaretti ed addetto stampa del Festival di Spoleto negli anni settanta; ha collaborato a trasmissioni radiofoniche e televisive. Una sua lettura di poesie è stata messa in rete dall'amico e animatore culturale Giorgio Weiss. Nel 1990 sul suo testo intitolato Brindisi di San Silvestro il compositore Vittorio Gelmetti realizzò una composizione per coro maschile.
Il 3 marzo 2007, nella sua ultima uscita ufficiale presso la biblioteca comunale di Borgo Ticino, ha presentato il volume Archeolemmi dell'amico poeta Paride Mercurio.
Nel decimo anniversario dalla morte Eleonora Bellini ha curato il volume La poesia e la vita. Ariodante Marianni dieci anni dopo  (Fermenti editrice 2017), che ne documente l'attività critica e letteraria.

## Opere

### Poesia
- De l'amour, Biblioteca Cominiana, Cittadella, 1987
- Viaggio in incognito, Biblioteca Cominiana, Cittadella, 1988
- Brindisi di San Silvestro, Biblioteca Cominiana, Cittadella, 1990
- Confiteor. Il fiume, Poesia in piego, Roma 1992
- Stato d'allerta (poesie 1948-1962), Manni, 2002
- Una strana gioia (poesie 1982-2002), Manni, 2003
- Un amore senile e altre spezie, Book 2008

### Traduzioni
- Dylan Thomas, Poesie, a cura di A.M.,  Einaudi, Torino 1965
- Dylan Thomas, Poesie, Milano 1970
- Mueen Bsyso,  Poesie sui vetri delle finestre (traduz. dall'inglese), pubblicaz, a cura dell'Ufficio della Lega degli Stati Arabi in Roma, 1976.
- Dylan Thomas, Poesie inedite, Einaudi, Torino 1980.
- W.B. Yeats, La Torre, Rizzoli-BUR, Milano 1984.
- William Carlos Williams, Immagini da Breughel, Guanda, Milano 1987.
- Walt Whitman, Foglie d'erba, Rizzoli-BUR, Milano 1988.
- W.B. Yeats, I cigni selvatici a Coole, Rizzoli-BUR, Milano 1989.
- Marschall von Bieberstein, Dediche italiane e altri versi, (in collaborazione con  Maria Magnus). Biblioteca Cominiana, Cittadella 1991
- Charles Tomlinson, Sette poesie, Biblioteca Cominiana, Cittadella 1993
- Emily Dickinson, Appendice di 33 poesie al vol. Poesie a cura di Margherita Guidacci, nuova edizione, Tascabili Bompiani, Milano 1995
- Dylan Thomas,  Poesie e Racconti, a cura di A.M. traduzione riveduta e accresciuta delle poesie, Einaudi, Torino 1996 e successive edizioni
- W.B. Yeats, La scala a chiocciola, Rizzoli-BUR, Milano 2000
- W.B. Yeats, L'opera poetica(Collected Poems),  Mondadori, "I meridiani" 2005

### Altre opere (cura)
- Benedetto Marcello, Il Teatro alla moda, Rizzoli, Milano 1959
- Dylan Thomas, Sotto il bosco di latte, Oscar Mondadori, Milano 1966
- Harry Levin, James Joyce, Il Saggiatore, Milano; volume riproposto in Introduzione a Joyce, ne “Iclassici contemporanei stranieri”, Mondadori, Milano 1967
- Raffaello Brignetti, Il gabbiano azzurro, Oscar Mondadori, Milano 1967
- Dylan Thomas, Lettere a Vernon Watkins, Il Saggiatore, Milano 1968
- G.K. Gibran, Il Profeta (traduzione), Rizzoli-BUR, Milano 1993 e successive edizioni